# 2010年亚洲运动会印度尼西亚代表团
2010年亚洲运动会印度尼西亚代表团参赛运动员一共有202位，男运动员113人，女运动员89人。
奖牌榜：
| 名次 | 代表团 | 金牌 | 银牌 | 铜牌 | 总数 |
| ---- | ------ | ---- | ---- | ---- | ---- |
| 15   | 印尼   | 4    | 9    | 13   | 26   |

## 奖牌获得者

### 金牌
1. 马尔基斯-基多、亨德拉-塞蒂亚万：羽毛球 - 男子双打
2. 印度尼西亚男子龙舟队：龙舟 - 男子250米
3. 印度尼西亚男子龙舟队：龙舟 - 男子500米
4. 印度尼西亚男子龙舟队：龙舟 - 男子1000米

### 银牌
1. 奥马尔-西亚里夫：空手道 - 男子组手84公斤以上级
2. 桑蒂亚-特里-库苏马：自行车-公路赛 - 女子公路个人赛
3. 印度尼西亚女子保龄球队：保龄球 - 女子五人队际赛
4. 印度尼西亚：帆船 - 男子帆板米氏级
5. 印度尼西亚女子龙舟队：龙舟 - 女子250米
6. 印度尼西亚女子龙舟队：龙舟 - 女子500米
7. 印度尼西亚女子龙舟队：龙舟 - 女子1000米
8. 辛塔-达马里亚尼：举重 - 女子69公斤级
9. 伊瓦娜-阿德利娅-伊尔曼托：武术 - 女子南拳南刀全能

### 铜牌
1. 印度尼西亚男子藤球队：藤球 - 男子双人
2. 唐尼-达尔马万：空手道 - 男子组手60公斤以下级
3. 法伊兹-扎因丁：空手道 - 男子个人型
4. 阿赫桑、钱德拉：羽毛球 - 男子双打
5. 印度尼西亚女子藤球队：藤球 - 女子团体
6. 弗朗西斯卡-瓦伦蒂娜：跆拳道 - 女子46公斤以下级
7. 陈慧嘉：武术 - 女子长拳
8. 特里亚特诺：举重 - 男子69公斤级
9. 伊萨尔-阿夫林内扎-纳苏蒂安：台球 - 男子美式8球单打
10. 印度尼西亚女子羽毛球队：羽毛球 - 女子团体
11. 印度尼西亚男子羽毛球队：羽毛球 - 男子团体
12. 埃科-尤利-伊拉万：举重 - 男子62公斤级
13. 查迪-塞蒂亚迪：举重 - 男子56公斤级